# Fatale Attraction (film, 2003)
Pour le film canadien de 1980, voir Fatale Attraction (film, 1980).
Série
Jism 2
(2012)
Pour plus de détails, voir Fiche technique et Distribution.
Fatale Attraction (जिस्म, Jism) est un film indien réalisé par Amit Saxena sorti le 17 janvier 2003, qui donne la vedette à John Abraham et Bipasha Basu.

## Synopsis
Le film narre l'histoire de Sonia et Kabir qui tombent follement amoureux, mais Sonia s'est mariée très vite puis celle-ci convainc Kabir d'assassiner son mari.

## Fiche technique
- Titre français : Fatale Attraction
- Titre original en hindi : जिस्म (Jism)
- Réalisation : Amit Saxena
- Scénario :  Mahesh Bhatt
- Production : Pooja Bhatt
- Musique : MM Kreem
- Maquillage : Aalim Hakim
- Cinématographie : Fuwad Khan
- Pays d'origine : Inde
- Langue : hindi
- Format : Couleurs
- Distribué : Fish Eye Network Pvt Ltd. shreya Creations
- Genre : thriller
- Date de sortie : 17 janvier 2003

## Distribution
- John Abraham : Kabir Lal
- Bipasha Basu : Sonia Khanna
- Gulshan Grover : Rohit Khanna
- Ranvir Shorey : Vishal
- Pratima Kazmi : Pramila
- Anahita Uberoi : Priyanka Kapoor
- Ayesha Kapur : Sanjeiv Nanda
- Vasisht :
- Vinay Pathak : Dcp Siddhath
- Seema Adhikari : Dolly
- Boby Bedi :

## Distinctions
| Année             | Distinction     | Catégorie                                     | Nom                                       | Résultat   |
| ----------------- | --------------- | --------------------------------------------- | ----------------------------------------- | ---------- |
| 20 février 2004   | Filmfare Awards | Meilleure chanteuse de play-back              | Shreya Ghoshal (pour Jaadu Hai Nasha Hai) | Lauréat    |
| 20 février 2004   | Filmfare Awards | Meilleur espoir masculin                      | John Abraham                              | Nomination |
| 20 février 2004   | Filmfare Awards | Meilleure performance dans un rôle de méchant | Bipasha Basu                              | Nomination |
| 26 février 2004   | Zee Cine Awards | Meilleur parolier                             | Sayeed Quadri (pour Awarapan Banjarapan)  | Nomination |
| 26 février 2004   | Zee Cine Awards | Meilleure chanteuse de play-back              | Shreya Ghoshal (pour Jaadu Hai Nasha Hai) | Nomination |
| 20 au 22 mai 2004 | IIFA Awards     | Meilleure chanteuse de play-back              | Shreya Ghoshal (pour Jaadu Hai Nasha Hai) | Lauréat    |

## Box office
Le film rapporte 131 700 000 millions de roupies pour un budget de 32,5 millions.